# Carlos Ortega (árbitro)
Carlos Arturo Ortega Jaimes (Cartagena de Indias, Colombia, 1990) es un árbitro internacional de fútbol colombiano.
Es sobrino de Álvaro Ortega, árbitro que fue asesinado en 1989 después de pitar el juego entre América de Cali vs. Independiente Medellín.

## Trayectoria
Debutó en el arbitraje profesional en 2019 y en 2020 se convirtió en el primer árbitro internacional con escarapela FIFA oriundo del departamento de Bolívar.
Ha dirigido tres finales de la Categoría Primera A, máxima división del fútbol colombiano, las finales ida entre América e Independiente Santa Fe en el Campeonato 2020, la vuelta entre Millonarios y Deportes Tolima en el Apertura 2021 el campeón fue El Vinotinto y Oro y la vuelta entre Deportivo Pereira e Independiente Medellín en el Finalización 2022.
Fue designado como uno de los árbitros centrales para el Sudamericano Sub-20 de 2023 en Colombia.
El 28 de mayo de 2023 se convierte en el primer árbitro del mundo en marcar un gol en el partido de Atlético Nacional vs Alianza Petrolera en el medio tiempo